# Hug de Llupià
Hug de Llupià i Bages (Rosellón, ? - ?, 1427), fue obispo de Tortosa y de Valencia, y escritor catalán en lengua latina. Pertenecía a una familia noble rosellonesa y era hermano de Ramón de Llupià. Ejerció gran influencia y tuvo una presencia prácticamente constante cerca del rey Martín I desde los inicios del reinado.

## Biografía
Era hijo de Pere (Pedro) de Llupià, señor de Bages y del castillo de Monistrol del Rosellón y hermano de Ramón de Llupià.
Fue nombrado obispo de Tortosa en el año 1379, sede que ocupó hasta el 1397. En 1388 estableció en su diócesis la fiesta de la Inmaculada Concepción y promulgó diversas constituciones sinodales en los años 1390, 1393 y 1397.
Al morir Juan I formó parte de la embajada que se trasladó a Sicilia para visitar a Martín I y pedirle que volviese al Reino de Aragón. El papa de Aviñón Benedicto XIII, a petición del rey, le transfirió a la sede de Valencia, donde fue obispo del 1398 al 1427, año de su muerte. En 1408 asistió al concilio de Perpiñán y, al volver a Valencia, fue recibido triunfalmente. En cambio, no participó en el Concilio de Constanza. Celebró sínodo el año 1422 y promulgó ocho constituciones, relativas a la celebración de la misa y ceremonias. Está enterrado en la capilla mayor de la catedral de Valencia. Francesc Eiximenis le dedicó el Pastorale, que es un libro escrito en latín que trata de consejos para sacerdotes y obispos, siguiendo el clásico Pastorale de San Gregorio el Grande.

## Obras
- Constituciones litúrgicas y sinodales (en latín)
- Liber Instrumentorum (en latín)